# Homalium sanguineum
Homalium sanguineum är en videväxtart som först beskrevs av Boiv. och Louis René Tulasne, och fick sitt nu gällande namn av Henri Ernest Baillon. Homalium sanguineum ingår i släktet Homalium och familjen videväxter. Inga underarter finns listade i Catalogue of Life.